# Saint-Maigrin
Saint-Maigrin est une commune du Sud-Ouest de la France, située dans le département de la Charente-Maritime (région Nouvelle-Aquitaine).
Ses habitants sont appelés les Saint-Maigrinois et les Saint-Maigrinoises.

## Géographie

### Communes limitrophes
|                         | Saint-Ciers-Champagne               |                      |
| Saint-Germain-de-Vibrac | Saint-Maigrin                       | Montmérac (Charente) |
| Mortiers                | Baignes-Sainte-Radegonde (Charente) |                      |

### Géologie et relief
Le tiers nord-est de la commune est occupé par un terrain argilo-sablonneux couvert par l'extrémité nord-ouest de la forêt de la Double, forêt de pins maritimes.

### Hydrographie
Le Tâtre affluent du Trèfle, lui-même sous-affluent de la Charente par la Seugne, traverse la commune d'est en ouest. Sur son cours, à la lisière de la forêt de pins, se situe l' étang, au bord duquel on trouve le château de Saint-Maigrin.

## Urbanisme

### Typologie
Au 1er janvier 2024, Saint-Maigrin est catégorisée commune rurale à habitat dispersé, selon la nouvelle grille communale de densité à 7 niveaux définie par l'Insee en 2022.
Elle est située hors unité urbaine. Par ailleurs la commune fait partie de l'aire d'attraction de Jonzac, dont elle est une commune de la couronne,. Cette aire, qui regroupe 35 communes, est catégorisée dans les aires de moins de 50 000 habitants,.

### Occupation des sols
L'occupation des sols de la commune, telle qu'elle ressort de la base de données européenne d’occupation biophysique des sols Corine Land Cover (CLC), est marquée par l'importance des territoires agricoles (68 % en 2018), une proportion sensiblement équivalente à celle de 1990 (67,9 %). La répartition détaillée en 2018 est la suivante : 
terres arables (34,7 %), forêts (30,3 %), cultures permanentes (20,1 %), zones agricoles hétérogènes (12,4 %), eaux continentales (1,7 %), prairies (0,9 %). L'évolution de l’occupation des sols de la commune et de ses infrastructures peut être observée sur les différentes représentations cartographiques du territoire : la carte de Cassini (XVIIIe siècle), la carte d'état-major (1820-1866) et les cartes ou photos aériennes de l'IGN pour la période actuelle (1950 à aujourd'hui).

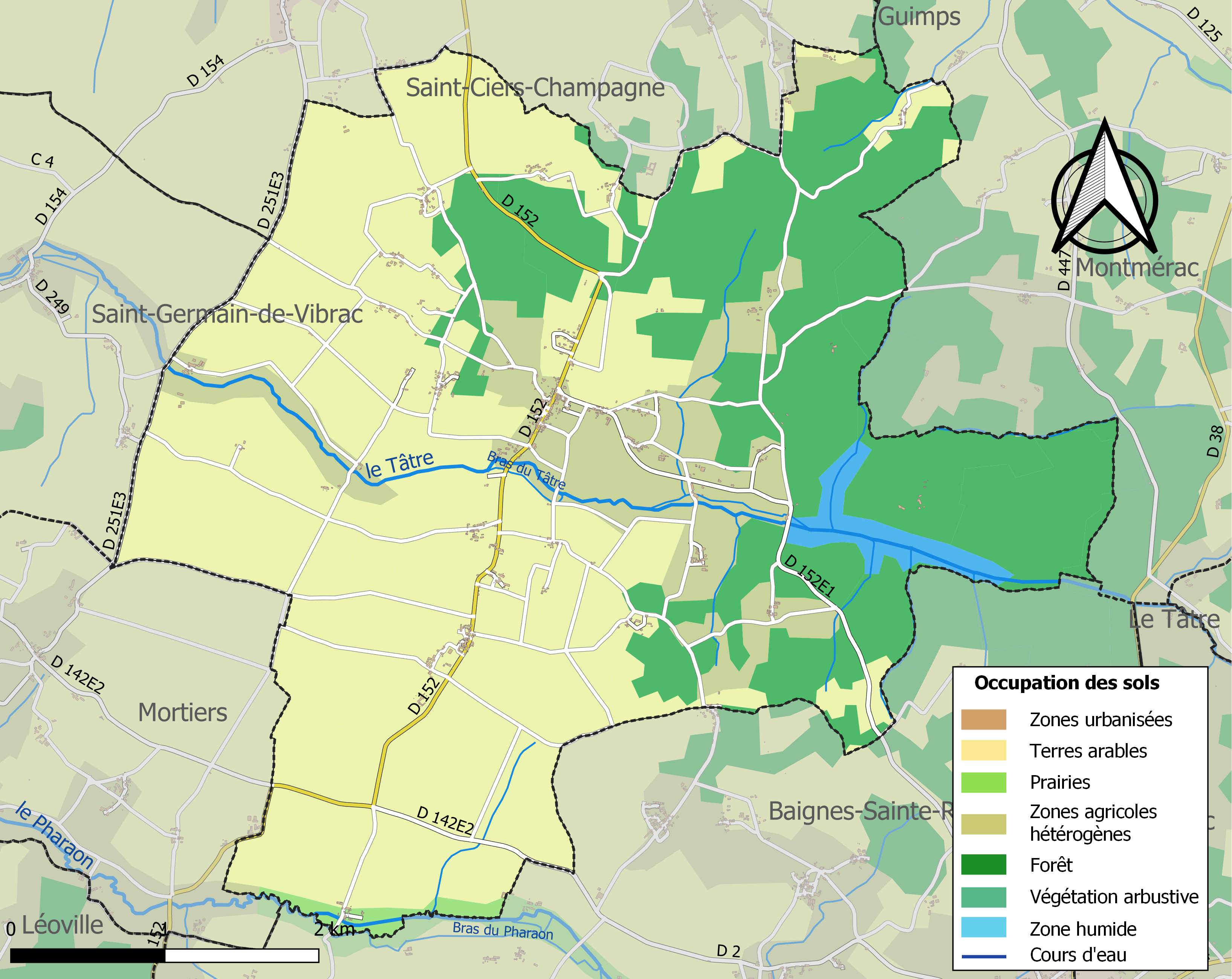
Carte des infrastructures et de l'occupation des sols de la commune en 2018 (CLC).

### Risques majeurs
Le territoire de la commune de Saint-Maigrin est vulnérable à différents aléas naturels : météorologiques (tempête, orage, neige, grand froid, canicule ou sécheresse), inondations, mouvements de terrains et séisme (sismicité faible). Il est également exposé à un risque technologique, le transport de matières dangereuses. Un site publié par le BRGM permet d'évaluer simplement et rapidement les risques d'un bien localisé soit par son adresse soit par le numéro de sa parcelle.

#### Risques naturels
Certaines parties du territoire communal sont susceptibles d’être affectées par le risque d’inondation par débordement de cours d'eau, notamment le Pharaon et le Tâtre. La commune a été reconnue en état de catastrophe naturelle au titre des dommages causés par les inondations et coulées de boue survenues en 1982, 1993, 1999 et 2010,.

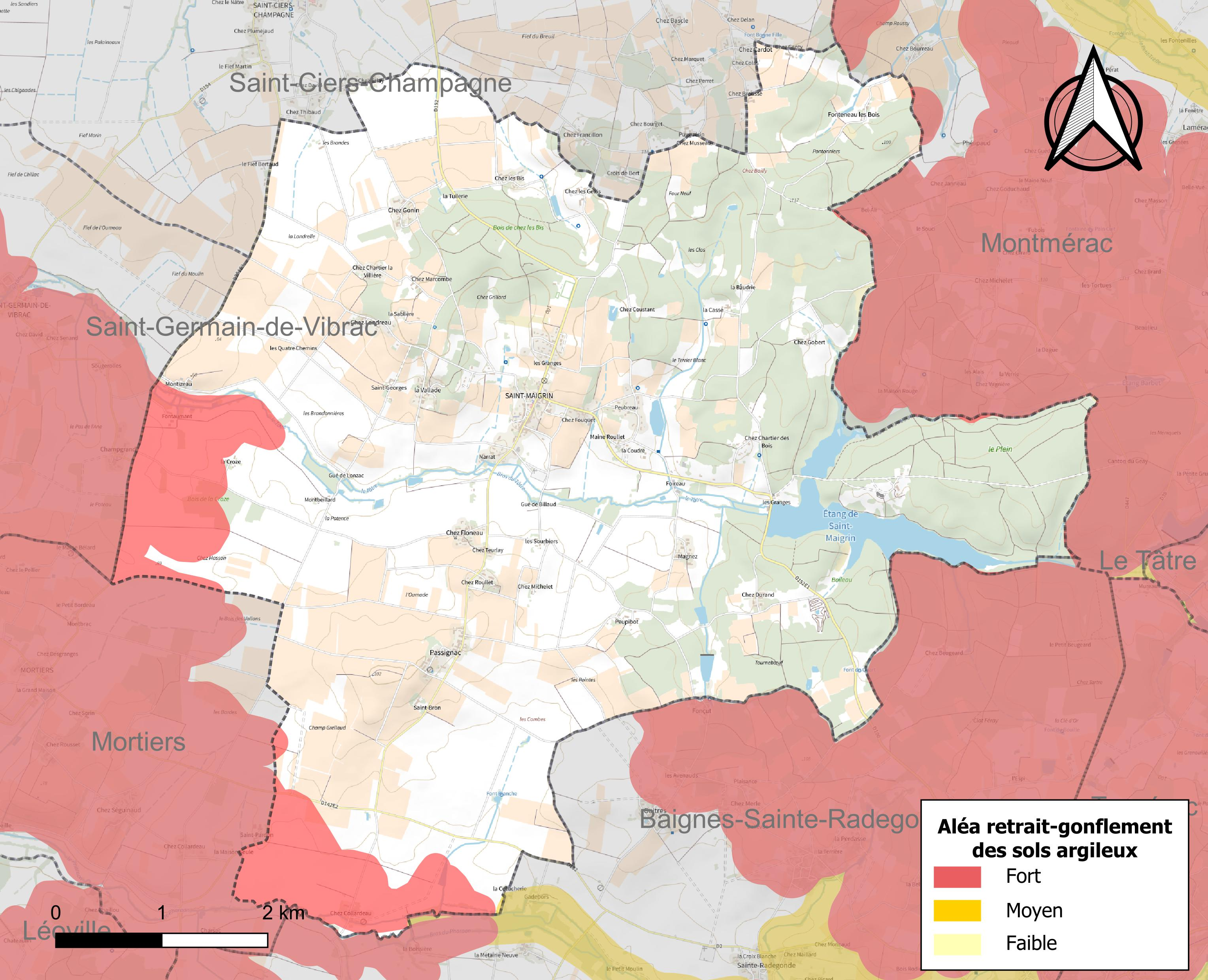
Carte des zones d'aléa retrait-gonflement des sols argileux de Saint-Maigrin.

Les mouvements de terrains susceptibles de se produire sur la commune sont des tassements différentiels.
Le retrait-gonflement des sols argileux est susceptible d'engendrer des dommages importants aux bâtiments en cas d’alternance de périodes de sécheresse et de pluie. 7,8 % de la superficie communale est en aléa moyen ou fort (54,2 % au niveau départemental et 48,5 % au niveau national). Sur les 304 bâtiments dénombrés sur la commune en 2019, 10 sont en aléa moyen ou fort, soit 3 %, à comparer aux 57 % au niveau départemental et 54 % au niveau national. Une cartographie de l'exposition du territoire national au retrait gonflement des sols argileux est disponible sur le site du BRGM,.
Par ailleurs, afin de mieux appréhender le risque d’affaissement de terrain, l'inventaire national des cavités souterraines permet de localiser celles situées sur la commune.
Concernant les mouvements de terrains, la commune a été reconnue en état de catastrophe naturelle au titre des dommages causés par la sécheresse en 1989 et 2003 et par des mouvements de terrain en 1999 et 2010.

#### Risques technologiques
Le risque de transport de matières dangereuses sur la commune est lié à sa traversée par une ou des infrastructures routières ou ferroviaires importantes ou la présence d'une canalisation de transport d'hydrocarbures. Un accident se produisant sur de telles infrastructures est susceptible d’avoir des effets graves sur les biens, les personnes ou l'environnement, selon la nature du matériau transporté. Des dispositions d’urbanisme peuvent être préconisées en conséquence.

## Toponymie
Le nom de la commune provient de l'anthroponyme Macrinus, sans doute l'empereur romain.

## Histoire
C'est près de Saint-Maigrin que Richard Coeur de Lion à la tête des mercenaires soldés par son père remporta une bataille rangée sur des conjurés de l'Angoumois et du Limousin.

## Administration

### Liste des maires

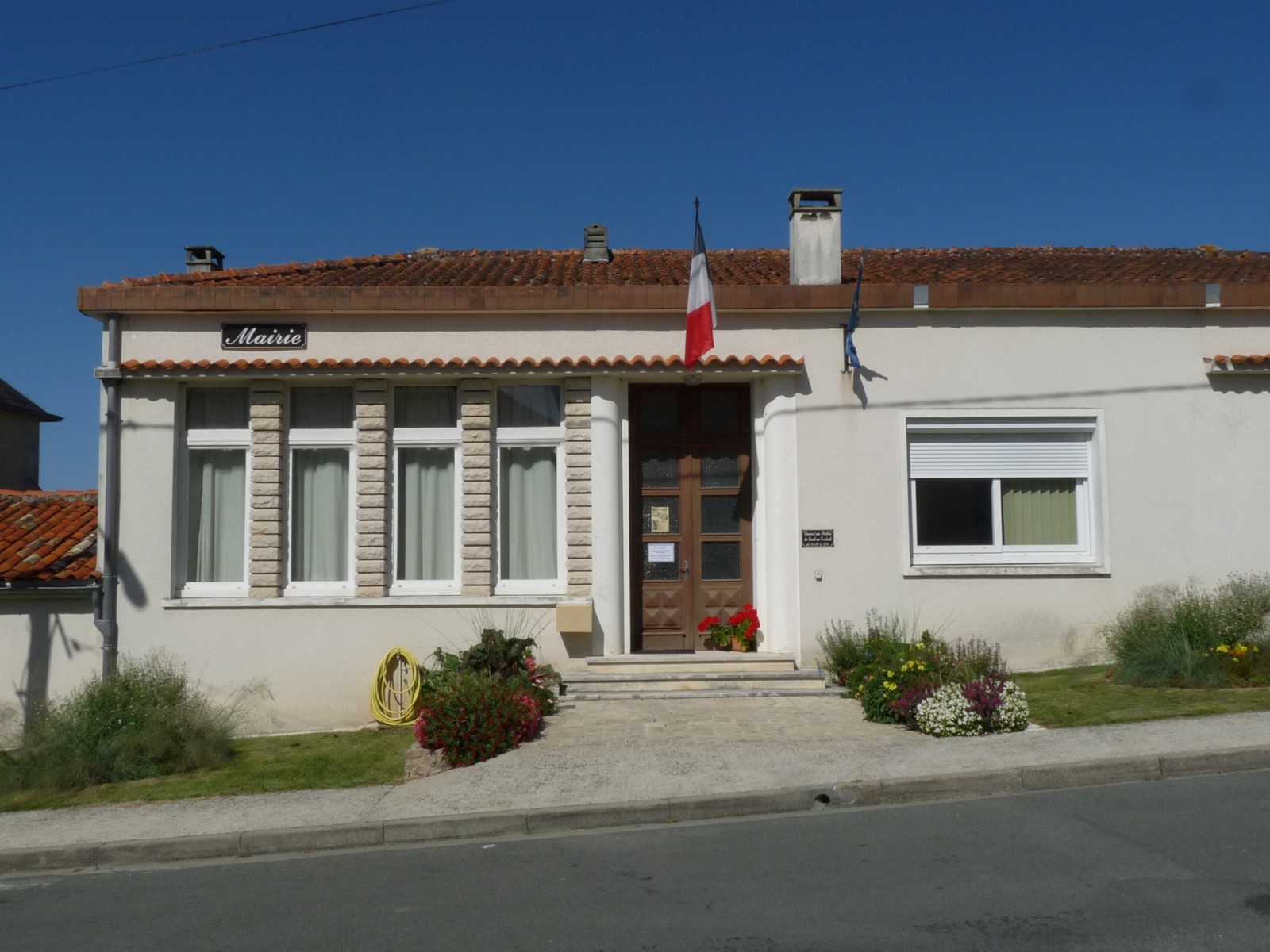
La mairie

| Période                                  | Période  | Identité            | Étiquette | Qualité      |
| ---------------------------------------- | -------- | ------------------- | --------- | ------------ |
| Les données manquantes sont à compléter. |          |                     |           |              |
| 1991                                     | 2014     | Jean-Pierre Motard  |           |              |
| 2014                                     | En cours | Laurence Bourdezeau |           | Agricultrice |

## Population et société

### Démographie

#### Évolution démographique
L'évolution du nombre d'habitants est connue à travers les recensements de la population effectués dans la commune depuis 1793. Pour les communes de moins de 10 000 habitants, une enquête de recensement portant sur toute la population est réalisée tous les cinq ans, les populations de référence des années intermédiaires étant quant à elles estimées par interpolation ou extrapolation. Pour la commune, le premier recensement exhaustif entrant dans le cadre du nouveau dispositif a été réalisé en 2007.

En 2022, la commune comptait 533 habitants, en évolution de −1,48 % par rapport à 2016 (Charente-Maritime : +4,04 %, France hors Mayotte : +2,11 %).
| 1793  | 1800  | 1806  | 1821  | 1831  | 1836  | 1841  | 1846  | 1851  |
| ----- | ----- | ----- | ----- | ----- | ----- | ----- | ----- | ----- |
| 1 262 | 1 259 | 1 232 | 1 171 | 1 269 | 1 193 | 1 182 | 1 081 | 1 183 |

| 1856  | 1861  | 1866  | 1872  | 1876 | 1881 | 1886 | 1891 | 1896 |
| ----- | ----- | ----- | ----- | ---- | ---- | ---- | ---- | ---- |
| 1 158 | 1 157 | 1 118 | 1 037 | 987  | 984  | 901  | 813  | 815  |

| 1901 | 1906 | 1911 | 1921 | 1926 | 1931 | 1936 | 1946 | 1954 |
| ---- | ---- | ---- | ---- | ---- | ---- | ---- | ---- | ---- |
| 857  | 807  | 805  | 750  | 682  | 675  | 634  | 685  | 652  |

| 1962 | 1968 | 1975 | 1982 | 1990 | 1999 | 2006 | 2007 | 2012 |
| ---- | ---- | ---- | ---- | ---- | ---- | ---- | ---- | ---- |
| 606  | 598  | 555  | 548  | 511  | 526  | 550  | 553  | 560  |

| 2017 | 2022 | - | - | - | - | - | - | - |
| ---- | ---- | - | - | - | - | - | - | - |
| 531  | 533  | - | - | - | - | - | - | - |

## Équipements, services et vie locale

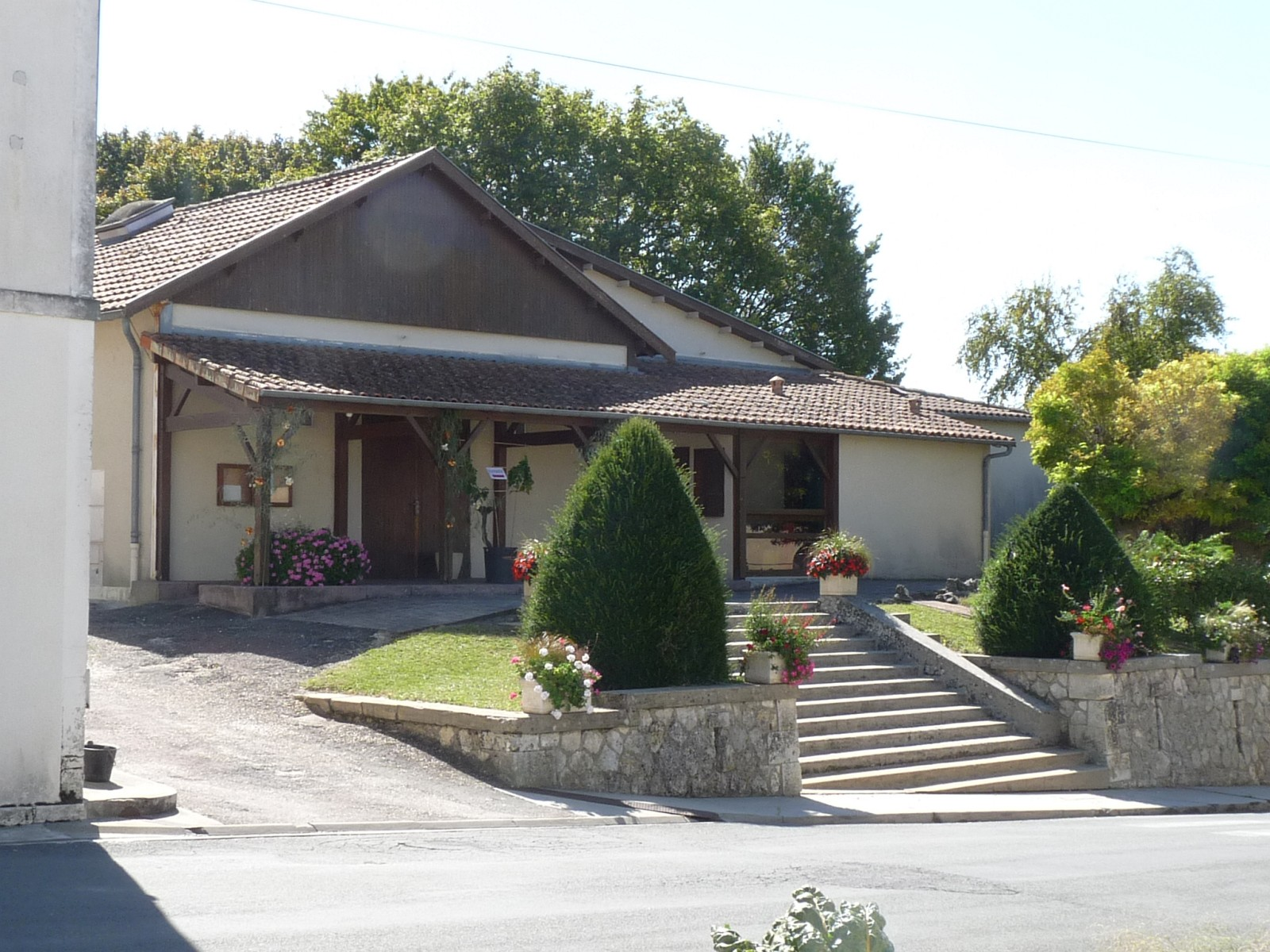
Salle des fêtes
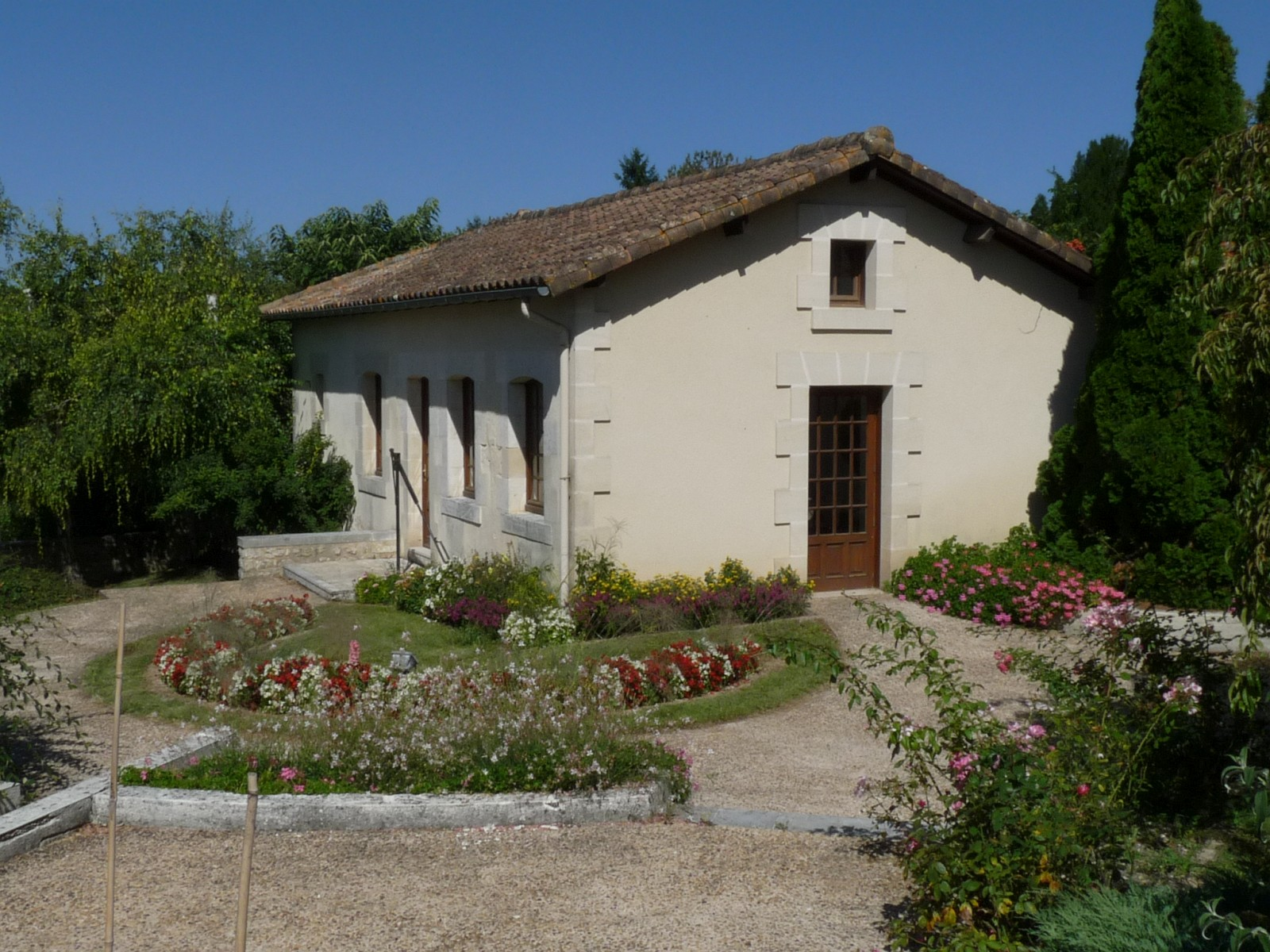
Petite salle des fêtes
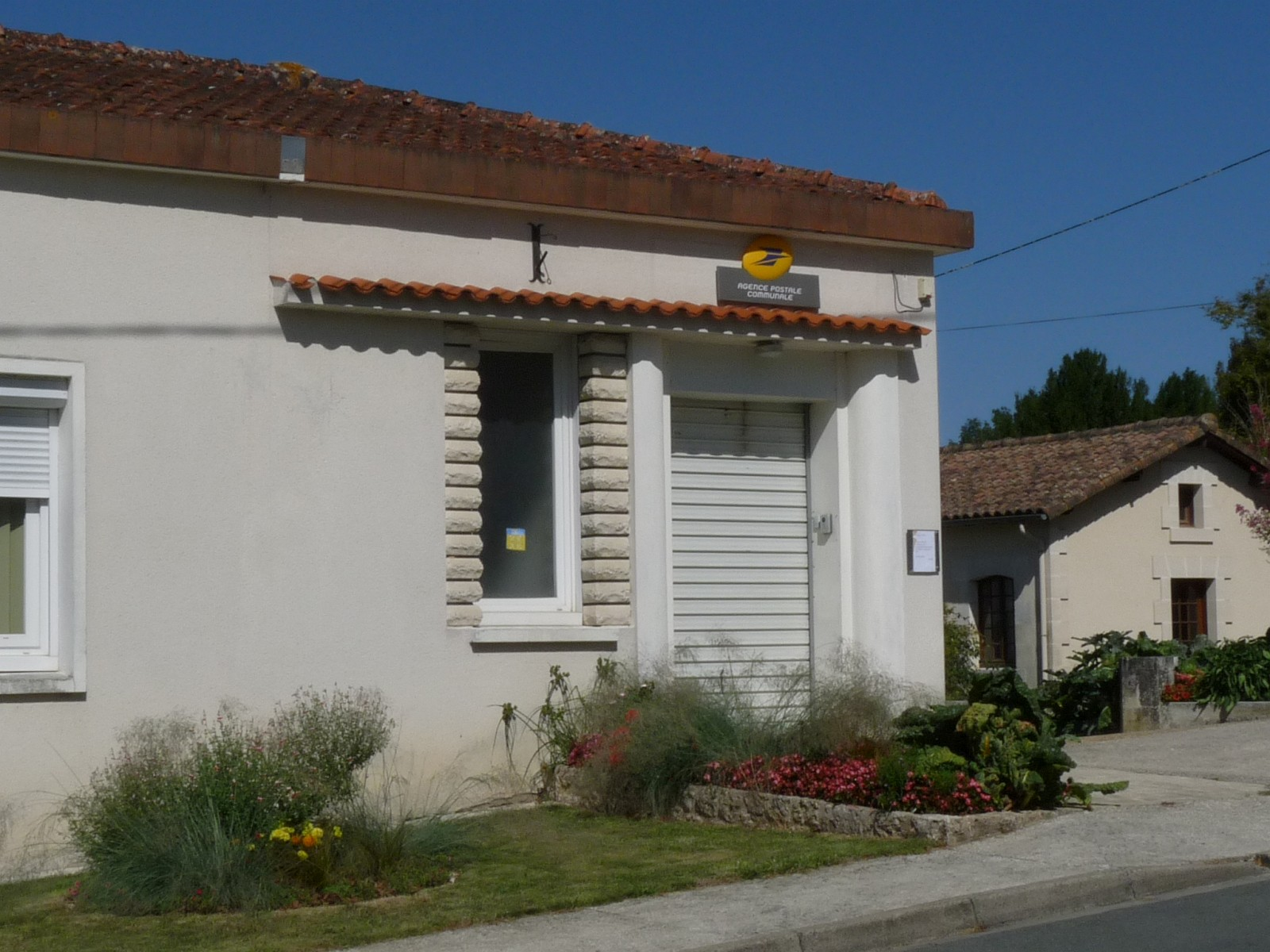
Bureau de poste

## Lieux et monuments
- Église paroissiale Saint-Paul
- Ancien temple protestant
- Château de Saint-Maigrin.
- Motte entourée de fossés et associée à un souterrain de l'ancien château de Saint-Maigrin (ruiné). Des céramiques médiévales y furent retrouvées, corroborant la mention au XIVe siècle d'un seigneur de Saint-Maigrin. Toutefois, l'ancienneté du château n'est pas attestée[20].

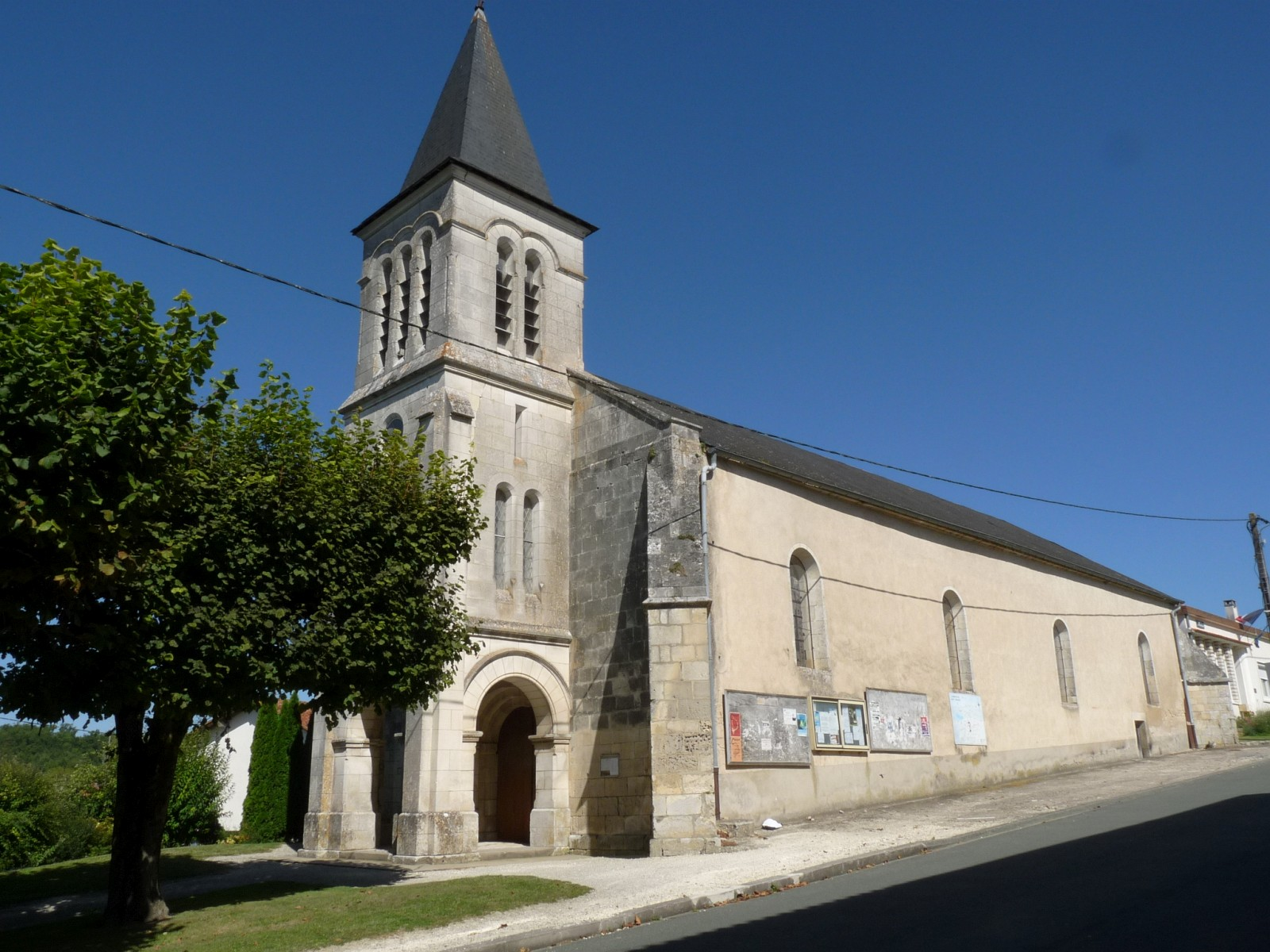
L'église.
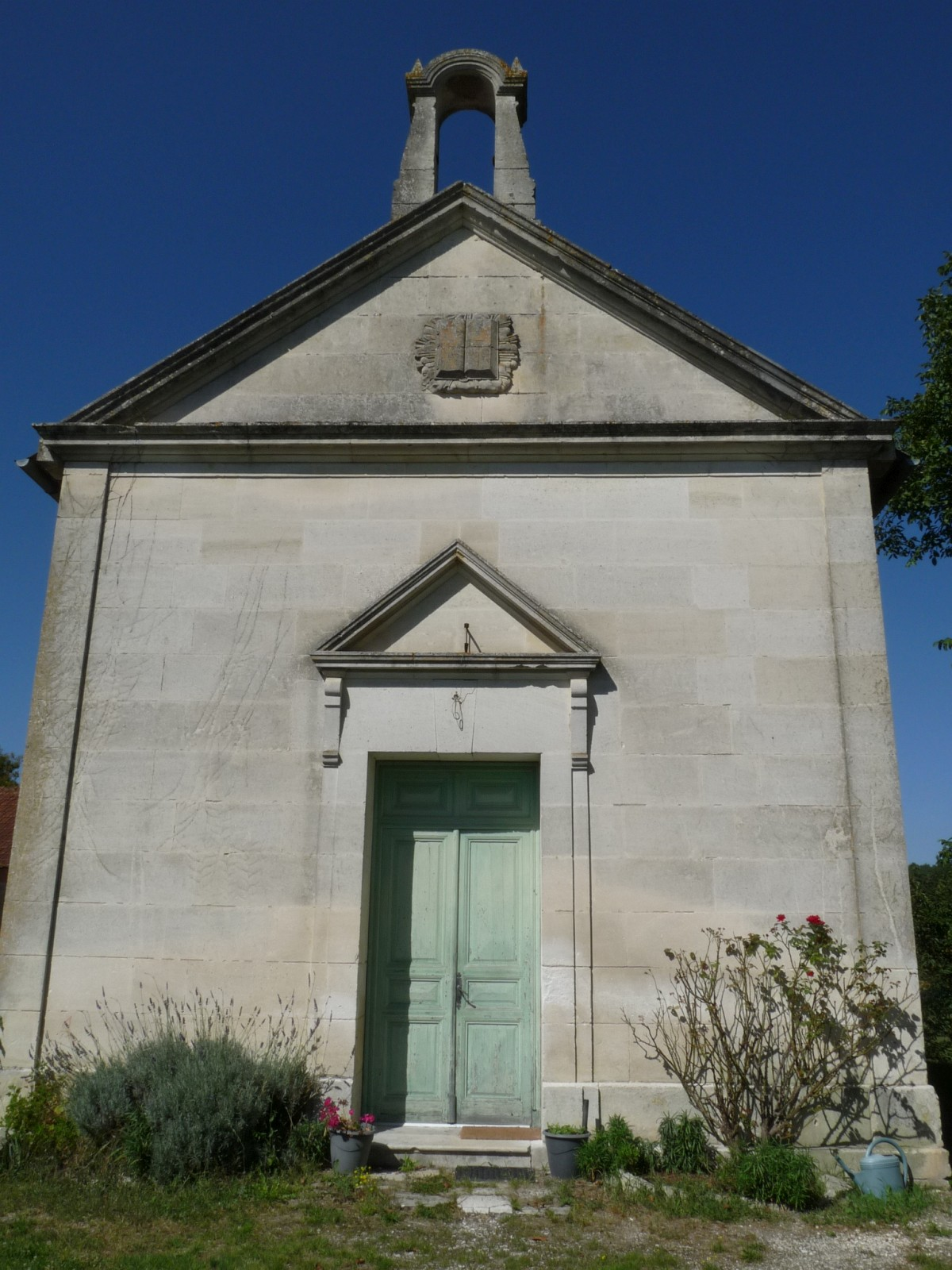
Le temple.
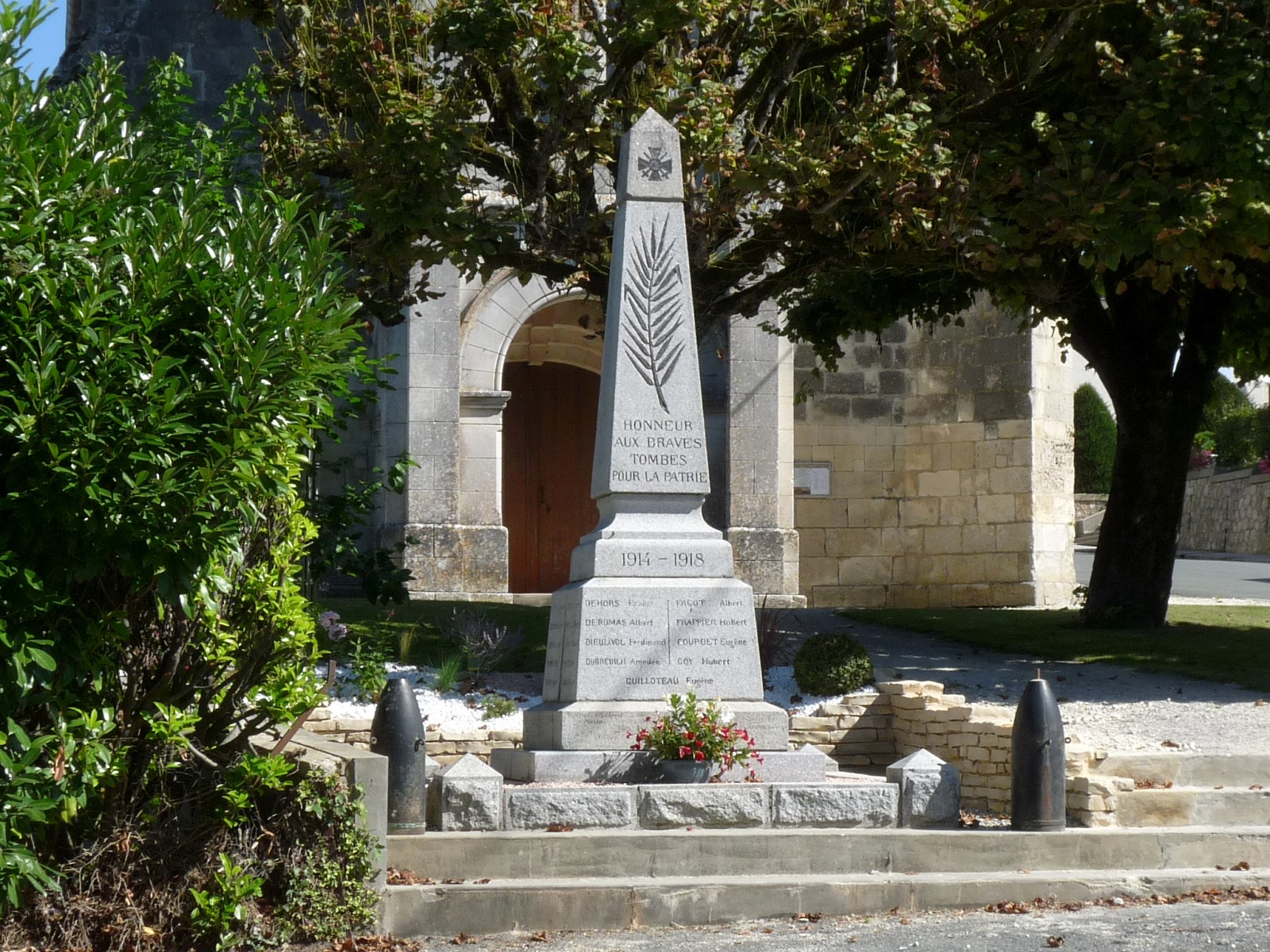
Le monument aux morts.
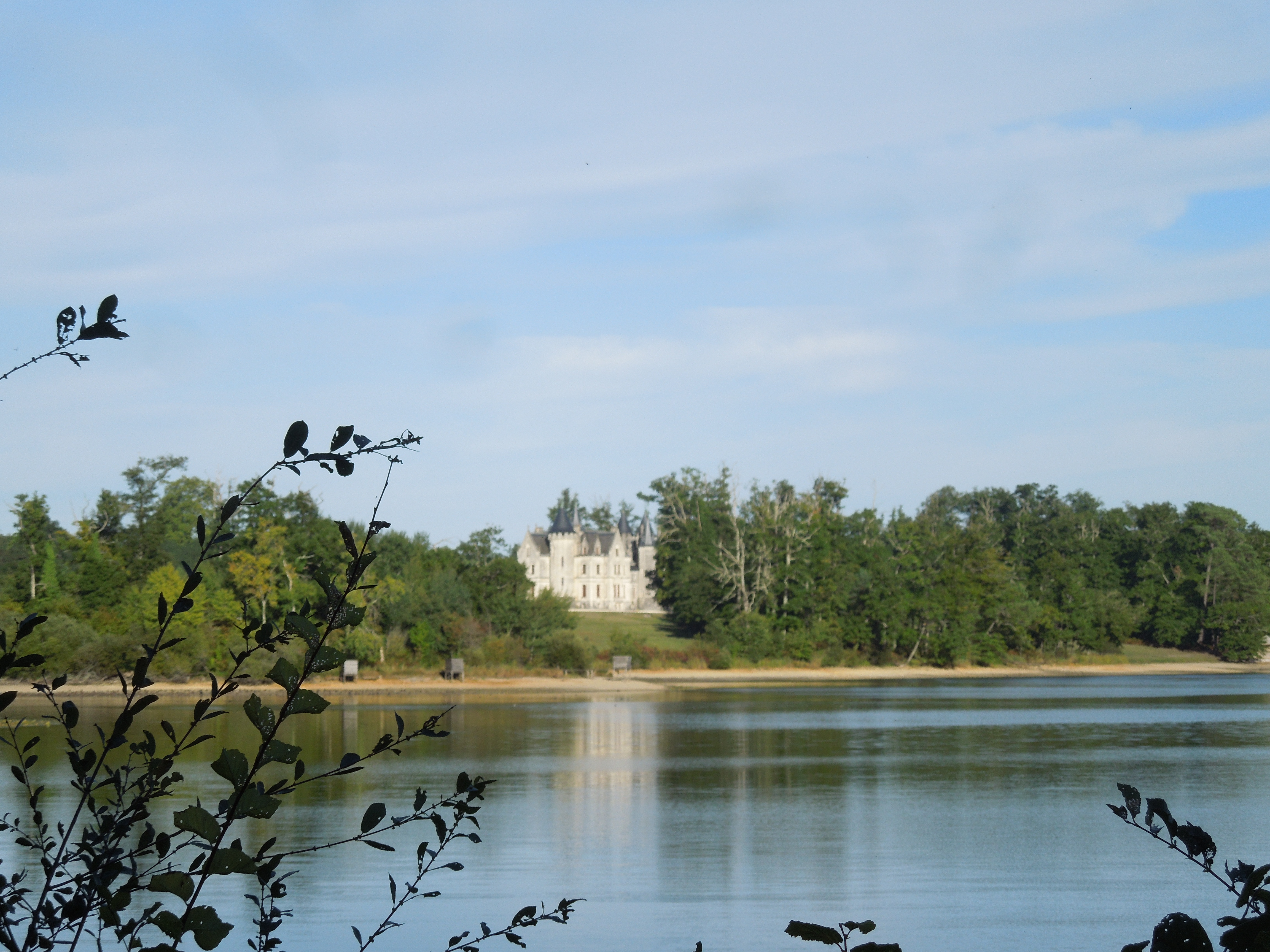
Le château de Saint-Maigrin.